# Xarxa oberta
Una xarxa oberta, també anomenada xarxa lliure o xarxa comunitària, és una xarxa de telecomunicacions que és accessible a tothom que es trobi en el seu abast.
És un model de desplegament de xarxes de telecomunicacions que consisteix en la creació d'una xarxa on cadascun dels nodes que en formen part està obert a la interconnexió amb altres trams de xarxa, no necessàriament del mateix propietari. El valor afegit està en els serveis que s'hi presten i no en l'explotació de la titularitat o propietat de la infraestructura. Una xarxa oberta permet connectar diferents seus i equipaments d'administracions públiques, d'empreses i de persones particulars, que actuen alhora com a inversors i usuaris d'aquesta. Sobre aquest model de xarxa comunitària poden existir múltiples serveis, entre els quals hi pot haver, tot i que no n'és el seu objectiu final, l'accés a Internet.

## Xarxes obertes a Catalunya
A Catalunya hi ha dues xarxes obertes importants: Guifi.net i la Xarxa Oberta de Catalunya.

### Guifi.net
El projecte Guifi.net desenvolupa el model de xarxa oberta des de la seva creació el 2004. Actualment té prop de 30.000 nodes actius i la xarxa s'ha estès per diverses comarques catalanes i per diferents indrets de la península Ibèrica
L'any 2008 es va prendre la decisió estratègica de crear una fundació, la Fundació guifi.net Arxivat 2014-12-24 a Wayback Machine., vinculada al projecte i que atorgaria una forma jurídica per interactuar al mercat de les telecomunicacions i davant l'administració, facilitant que guifi.net passés a ser un operador neutre de telecomunicacions.
Els desplegaments de xarxa tenen diferents nivells de maduresa, utilitzen les millors tecnologies disponibles i hi ha operadors de telecomunicacions que poden oferir serveis a les persones usuàries, la infraestructura de xarxa es gestiona com un bé comú i en les zones on el nivell de maduresa és més elevat, des de l'any 2014 s'apliquen sistemes de gestió de la xarxa com a bé comú, anomenats taules de compensacions.

### Xarxa Oberta de Catalunya (XOC)
La Generalitat té un compromís pel desplegament d'una xarxa de telecomunicacions amb la fibra òptica capaç d'interconnectar les seves seus a diferents poblacions i amb capacitat per revendre l'excedent a operadors de telecomunicacions, això s'ha fet mitjançant la concessió administrativa a una empresa, això es coneix com a Xarxa Oberta de Catalunya. Des de l'agost de 2011, la Xarxa Oberta de Catalunya és una realitat com operador neutre de telecomunicacions.